# Караньялы
Караньялы (чув. Караньяль) — деревня в Мариинско-Посадском муниципальном округе Чувашской Республики. С 2004 до 2023 года входила в состав Первочурашевского сельского поселения.

## География
Находится в северо-восточной части Чувашии, на расстоянии приблизительно 16 км на юг по прямой от районного центра города Мариинский Посад.

## История
Образована в XVIII веке переселенцами из деревни Итяково. В 1858 году было учтено 418 жителей, в 1897—534, в 1926—143 двора, 648 жителей, в 1939—696 жителей, в 1979—512. В 2002 году было 129 дворов, в 2010—118 домохозяйств. В 1929 году образован колхоз «Хастар», в 2010 году действовал СХПК «Звезда».

## Население
Постоянное население составляло 356 человек (чуваши 98 %) в 2002 году, 361 в 2010.